# Fattore di crescita
In biologia, il fattore di crescita (in inglese growth factor) è una proteina capace di stimolare la proliferazione e il differenziamento cellulare e di prevenire l'apoptosi.
Sono tipiche molecole segnale usate per la comunicazione tra le cellule di un organismo; ad esempio le citochine (molecole infiammatorie) o ormoni che si legano a specifici recettori sulla membrana cellulare dei loro target.
La funzione principale dei fattori di crescita è il controllo esterno del ciclo cellulare, mediante l'abbandono della quiescenza cellulare (fase G0) e l'entrata della cellula in fase G1 (di crescita). Ma questa non è la loro unica funzione, infatti regolano l'entrata in mitosi, la sopravvivenza cellulare, la migrazione e il differenziamento cellulari.
Insieme alla proliferazione essi promuovono sempre contemporaneamente il differenziamento e la maturazione (infatti una proliferazione senza differenziamento significa l'insorgenza d'un tumore). Questi effetti sono i più disparati a seconda del fattore; ad esempio la proteina morfogenetica dell'osso (BMP) stimola il differenziamento degli osteoblasti, mentre il fattore di crescita dell'endotelio vascolare (VEGF) stimola la crescita dei vasi.

## Fattori di crescita e citochine
I termini fattore di crescita e citochina vengono spesso usati indifferentemente dagli scienziati. Storicamente, le citochine erano associate alle cellule ematopoietiche e immunologiche (per esempio: linfociti e cellule di milza, timo e linfonodi). Per le cellule del sangue e del midollo osseo, in cui le cellule si trovano in sospensione e non in un tessuto solido, è necessario comunicare attraverso molecole solubili. Diventò quindi chiaro che le stesse proteine utilizzate per i segnali dalle cellule emopoietiche e immunologiche erano usate da tutte le cellule e i tessuti dell'organismo in sviluppo.
Tuttavia oggi si vuole indicare come fattore di crescita una molecola che ha effetti positivi sulla divisione cellulare, mentre le citochine hanno un effetto neutro sulla proliferazione; ossia alcune citochine, come G-CSF e GM-CSF, hanno gli effetti di un fattore di crescita, mentre altre hanno un effetto inibente sulla proliferazione o addirittura inducono la morte cellulare.

## Esempi di fattori di crescita
I singoli fattori di crescita tendono a raggrupparsi in larghe famiglie di proteine strutturalmente ed evoluzionisticamente simili. Sono famose, ad esempio, le famiglie dei fattori di crescita insulino-simili (IGF), del fattore di crescita trasformante, la BMP (proteina morfogenetica dell'osso), neurotrofine (NGF, BDNF e NT3), FGF (fattore di crescita dei fibroblasti), e così via.
Altri fattori di crescita abbastanza conosciuti sono:
- Fattore stimolante le colonie macrofagiche (Macrophage Colony-Stimulating Factor, M-CSF) o CSF-1
- Fattore stimolante le colonie granulocitarie-macrofagiche (Granulocyte Macrophage Colony-Stimulating Factor (GM-CSF) o CSF-2
- Fattore stimolante le colonie granulocitarie (Granulocyte Colony-Stimulating factor, G-CSF) o CSF-3
- Nerve growth factor (NGF)
- Neurotrofine
- Fattore di crescita derivato dalle piastrine (PDGF): Localizzato nelle piastrine e rilasciato dai granuli-α delle stesse sotto diversi stimoli. È prodotto anche dai macrofagi. Inoltre, interviene nella stabilizzazione dei vasi sanguigni neoformati, reclutando fibre muscolari lisce.
- Fattore di crescita insulino-simile
- Eritropoietina (EPO)
- Trombopoietina (TPO)
- Miostatina (GDF-8)
- Growth Differentiation factor-9 (GDF9)
- I fattori di crescita dei fibroblasti (FGF), tra cui il fattore di crescita basico dei fibroblasti (BFGF o FGF2) e FGF20
- Fattore di crescita dell'epidermide (Epidermal Growth Factor, EGF) noto anche come Fattore di crescita dell'epitelio, è induttore della mitosi e lo si può ritrovare in differenti liquidi biologici (saliva, urine, sudore). Si lega al recettore EGFR solitamente noto anche come ERB-B1.
- Hepatocyte growth factor (HGF) o fattore di crescita degli epatociti
- Fattore di crescita dell'endotelio vascolare (VEGF), è implicato in processi come infiammazione, angiogenesi, cellule ischemiche. Ne esistono differenti tipi come: VEGF A, B, C, D, E i quali si legano a recettori come VEGFR1, 2, 3 i quali hanno localizzazioni differenti e legano differenti VEGF. Il VEGF induce aumento della permeabilità dei capillari sanguigni, comportando la formazione di edema.
- Fattori di crescita trasformanti, tra cui il fattore di crescita trasformante alfa (TGF-α), implicato in quasi tutti i tumori, che si lega allo stesso recettore dell'EGF ed esercita gli stessi effetti, e il fattore di crescita trasformante beta (TGF-β). Il TGF-β è prodotto da piastrine, macrofagi, linfociti. Esso è sintetizzato in due forme, una latente ed una attiva. La forma attiva, si lega prima al recettore2 formando un complesso stabile primario, il quale si lega al recettore1, formando il complesso stabile secondario, il quale comporta la fosforilazione dei fattori di trascrizione SMAD tra i quali: SMAD2 e 3, le quali poi si legano al fattore di trascrizione SMAD4. Ne risulta un eterodimero che è capace di entrare all'interno del nucleo e favorire o inibire l'attivazione genica. Il TGF-β, determina l'aumento di concentrazione di fattori inibenti le CDK (chinasi ciclina dipendenti), comportando il blocco del ciclo cellulare. Inoltre, interviene nella stabilizzazione dei vasi sanguigni neoformati, reclutando proteine matricellari.

## Usi in medicina
Negli ultimi vent'anni è incrementato l'uso dei fattori di crescita nel trattamento delle malattie del sangue e dei tumori, come in:
- neutropenia
- sindrome mielodisplastica (MDS)
- leucemie
- anemia aplastica
- trapianto di midollo